# 住之江旅館
住之江旅館（すみのえりょかん）は、広島県尾道市瀬戸田町にある料理旅館。本項ではその姉妹店にあたる東京銀座の瀬戸内料理すみのえについても記載する。

## 概要
開業年は不明。公式的には創業60年としている。
しまなみ海道途中の生口島、向上寺・耕三寺の門前町である瀬戸田にある料理旅館。瀬戸田港桟橋の近く、瀬戸田の常夜灯の隣りにある。近くにしまなみ海道サイクリングロードがあり、自転車関連のサービスも提供している。
西側の客室は海に面しており、夕日が沈む瀬戸内海の風景を見ることができる。料理は瀬戸内の魚介類を中心にしたもので、特にタコ料理が有名。

## 施設
瀬戸田は、中世から三原を拠点とした小早川氏が支配した外港として瀬戸内海海運拠点として、更に生口島で生産された塩の運搬港として栄えた。江戸時代初期から塩田業・廻船業・造酒業などを営んだ、いわゆる浜旦那の増屋片山氏は邸宅の隣に別荘を建てた。後にその別荘は別の浜旦那・三原屋堀内氏（堀内調右衛門）が所有した。これが住之江旅館の前身にあたる。
住之江旅館の庭側にある石や門が江戸時代末期、木造建築は明治時代に堀内氏によって建てられたもの。当時から台風や地震のときでもびくともしなかったという。それを旅館創業者が私財を投じて土地建物を購入、その他の建物は創業者が1953年に建て1963年に改築している。
客室は大きく分けて庭側と海側になり、庭側が和室6畳と離れ、海側が8畳とそれ以上の広間がある。庭園に面した位置に濾過式大浴場がある（温泉ではない）。

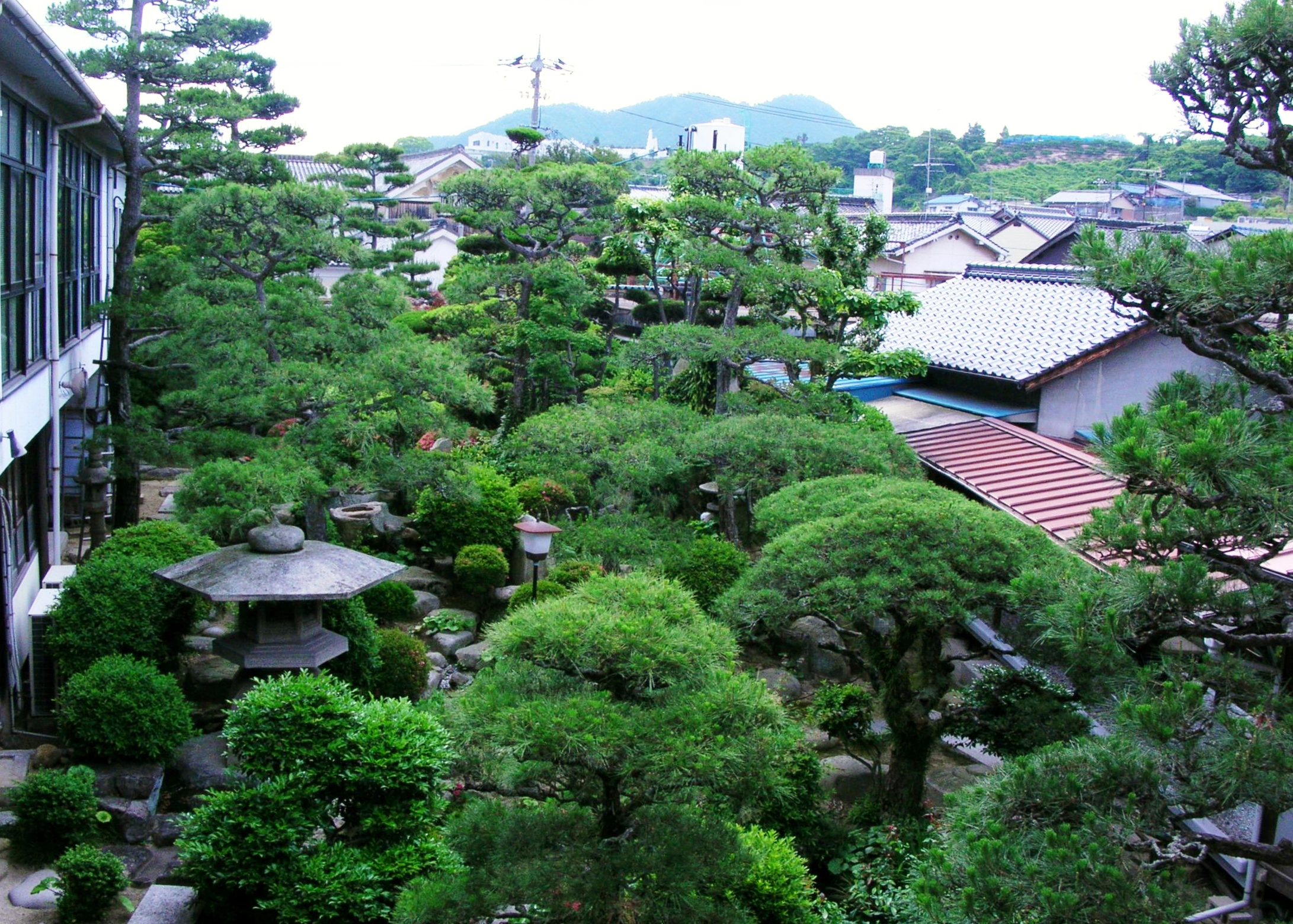
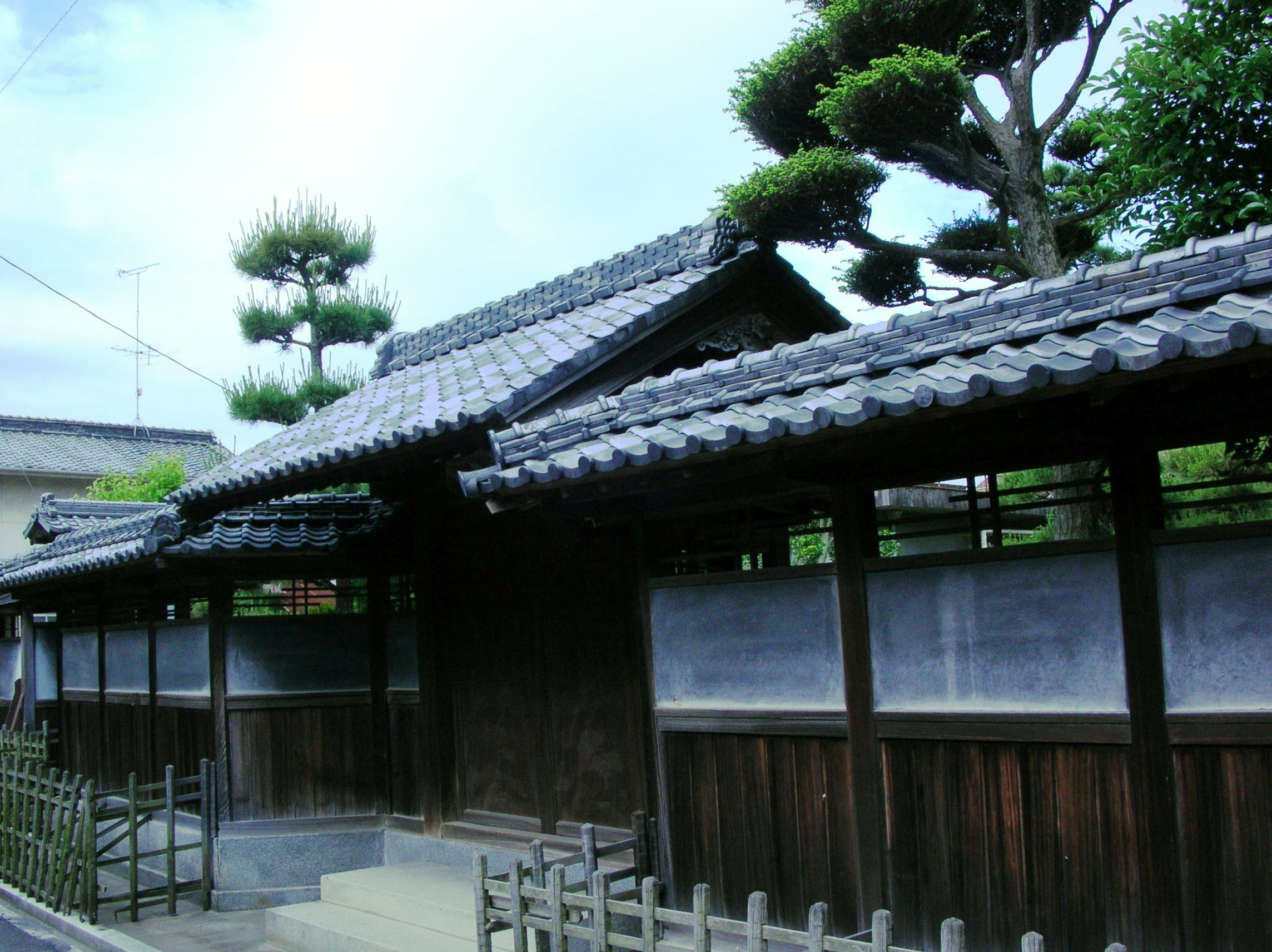

## 作品・ロケ地
- 1981年 : 『転校生』
- 2017年 : 『ろんぐらいだぁす!』

## 交通
- 車
  - 生口島北ICから約15分[3]
  - 生口島南ICから約15分[3]
- バス
  - 本四バス開発「瀬戸田港」バス停下車
  - しまなみ海道瀬戸田BSから送迎サービスも行っている[3]
- 船
  - 瀬戸田港下船、徒歩1分
  - 沢港下船

## 瀬戸内料理すみのえ
住之江旅館4代目が銀座に構えた店。瀬戸内海の新鮮な魚介を空輸して出している。広島の銘酒が飲める店でもあり、ワインも用意している。
席数は16、カウンター席が8、それに8席分の個室がある。